# Neoempheria didyma
Neoempheria didyma är en tvåvingeart som först beskrevs av Friedrich Hermann Loew 1870.  Neoempheria didyma ingår i släktet Neoempheria och familjen svampmyggor. Inga underarter finns listade i Catalogue of Life.